# كمبلان
كمبلان (بالفارسية: کمبلان) هي قرية تقع في قسم تشناران الريفي (مقاطعة تشناران) في إيران. يقدر عدد سكانها بـ 377 نسمة بحسب إحصاء 2016.